# Instituto Aeroespacial de El Salvador
El Instituto Aeroespacial de El Salvador, también conocido por sus siglas ESAI/IAES (en inglés: El Salvador Aerospace Institute) es la primera agencia espacial nacional fundada en El Salvador. Fue establecido oficialmente el 7 de septiembre de 2021. Sin embargo, la historia de la organización comenzó a principios de 2012 cuando el Instituto inició a promover informalmente la cooperación, principalmente para persuadir al Gobierno Central de El Salvador a lanzar una serie de proyectos aeroespaciales. Al momento, el Instituto ejecuta sus planes maestros, que incluyen liderar la promoción y coordinación de actividades de educación, industria, investigación, desarrollo e innovación (I+D+I) relacionadas con la ciencia aeroespacial en el país y la región centroamericana. El Instituto está representado por el Dr. Luis Alfaro, filántropo y destacado científico que, según la Oficina de las Naciones Unidas para Asuntos del Espacio Ultraterrestre (UNOOSA), participa activamente en actividades de Clústeres Aeroespaciales. la máxima autoridad representativa, también ha sido nominado como Punto Nacional de Contacto para El Salvador (NPoC ) por UNISEC-Global, que es un Tanque de Pensamiento de expertos japonés y organismo internacional sin fines de lucro, que consta de capítulos locales en todo el mundo. Desde su creación en noviembre de 2013 en Japón, UNISEC-Global ha proporcionado un foro cada año para promover actividades prácticas de desarrollo espacial, principalmente a nivel universitario, tales como: diseño, desarrollo, fabricación, lanzamiento y operación de pico/micro/nano/satélites y cohetes, incluidas sus cargas útiles. En general a través de UNISEC-Global; en la reunión anual UNISEC-Global participan estudiantes universitarios, jóvenes investigadores, sus tutores y otras partes interesadas alrededor del mundo.

## Historia temprana

### 2012: Del Café a la Visión Tecnológica
En el año 2012, ESAI dio un giro significativo en la historia de El Salvador cuando recibió una invitación oficial para apoyar el evento denominado "Primer Foro Aeronáutico de El Salvador". A este foro asistieron autoridades gubernamentales, empresas privadas, universidades locales, estudiantes, terceros relacionados con la aeronáutica, algunos patrocinadores de oro vip y miembros de la sociedad civil. Durante el evento, ESAI realizó una presentación EVIP. El resultado de este evento marcó el inicio para los miembros de ESAI a realizar una serie de viajes por El Salvador a fin de compartir experiencias personales. Esta campaña tenía como objetivo inspirar a otros a explorar los campos de la ingeniería, particularmente la espacial, aeronáutica y áreas relacionadas.

### 2013-2014: La Era de Los Primeros Pasos
En 2013, ESAI obtuvo el reconocimiento de la comunidad internacional e inició un estudio de viabilidad del mercado potencial en la industria para explorar oportunidades de inversión y desarrollo. Como resultado, ESAI concluyó que combinar los esfuerzos de pequeños grupos de profesionales salvadoreños con una visión compartida era esencial para crear un Programa Espacial Nacional. Este programa tenía como objetivo mostrar la capacidad del país para desafiar las percepciones prevalecientes, como que "El Salvador no puede convertirse en una nación tecnológica de desarrollo y destreza científica".
La historia de ESAI refleja un destino nacional, donde los proyectos, programas y actividades están interconectados con los esfuerzos aeroespaciales. La confianza y cooperación de todos los socios significan garantía y apoyo. El objetivo principal del Instituto es contribuir a la sociedad salvadoreña a través de la Ciencia, Tecnología, Ingeniería, Artes y Matemáticas (STEAM). Los encomiables esfuerzos y el arduo trabajo de ESAI han contrarrestado eficazmente las perspectivas negativas. La misión y visión del Instituto incluyen la cooperación para adquirir plena capacidad en el desarrollo y utilización de activos aeroespaciales salvadoreños, haciendo un aporte significativo a la economía nacional y mejorando la calidad de vida de sus habitantes.
La base de ESAI radica en los pilares de la Investigación, Desarrollo e Innovación (I+D+I), alcanzables sólo a través de un plan de trabajo intensivo. Mantener una fuerte presencia en eventos internacionales en todo el mundo sigue siendo una prioridad para ESAI. El Instituto mantiene firmemente su convicción de seguir siendo la máxima prioridad aeroespacial en El Salvador. Desde sus primeros años, el Instituto ha llevado a cabo proyectos clave tanto a nivel nacional como internacional, incluyendo, pero no limitándose a:
- Globos estratosféricos

- I+D+I de Nano-Satélites

- Cohetes experimentales de combustible sólido

- Tecnología, educación y formación

- Energías renovables

### 2015-2017: Trabajo en Red y Fortalecimiento
A pesar de los importantes logros acumulados, ESAI no puede pasar por alto los desafíos que enfrenta el mundo en desarrollo. Por lo tanto, una planificación meticulosa es imperativa para avanzar y alinearse con la comunidad internacional. El resultado de la investigación y las pruebas sigue siendo un elemento fundamental para los líderes y los equipos. En este contexto, la cooperación en todos los niveles, que abarca el apoyo de universidades locales, empresas privadas y asociaciones directas con el Gobierno salvadoreño, son cruciales para consolidar la misión, visión, objetivos y pilares de ESAI.
ESAI se posiciona como el principal Tanque de Pensamiento aeroespacial de El Salvador, fomentando el desarrollo de la ingeniería y las ideas de los salvadoreños. Su propósito único es contribuir a dar forma al futuro y desarrollo mediante la utilización de la tecnología. El Instituto ostenta la distinción de ser la primera organización establecida en toda la historia de El Salvador. El concepto fue introducido a través de un trabajo de investigación realizado en la Federación Astronáutica Internacional (IAF) en Guadalajara, México, en 2016. El trabajo de investigación de ESAI se tituló: "La necesidad de proyectos de asociación público-privada y un marco de cooperación para el desarrollo para ejecutar iniciativas aeroespaciales en Centroamérica. El caso de ESAI, El Salvador, Centroamérica : Análisis de Redes, Situación Actual y Perspectivas”, y sus derechos de autor pertenecen al Presidente & Director Ejecutivo a través de su representante ESAI.
En 2016, ESAI inició la campaña "El Salvador - Proyectos Aeroespaciales Mundiales". Desde entonces, la promoción y el reconocimiento de ESAI se han expandido a los principales Tanques de Pensamiento en países y regiones como los Estados Unidos de América, Europa, Asia y América Latina. La representación del Instituto ha dado lugar a colaboraciones, presentaciones, inversiones y proyectos en todo el mundo. En Guadalajara, México, ESAI presentó proyectos importantes, mostrando el desarrollo de infraestructura, avances en el diseño y campañas de lanzamiento exitosas. En 2016, por primera vez en la historia del país, miembros de ESAI participaron en el KARI International Space Training, organizado por el Instituto de Investigación Aeroespacial de Corea (KARI) en Daejeon, Corea del Sur, gracias a los esfuerzos y negociaciones diplomáticas para inspirar programas de formación de recursos humanos.
Además, durante 2016-2017, ESAI participó como delegación vip y ocupó un lugar de exposición (con el apoyo de la comunidad internacional), diseño de exposiciones, diseño de conferencias, branding de eventos y presentó algunos de los trabajos técnicos más relevantes en el 67.º Congreso Astronáutico Internacional. en Guadalajara, México. El reconocimiento de ESAI se ve respaldado por su amplia participación en talleres, conferencias y exposiciones sobre ingeniería espacial. Estas actividades han sido presentadas por miembros de ESAI en diversos eventos, incluidas embajadas, universidades, así como en muchas otras actividades a nivel nacional e internacional.

Dr. Luis Alfaro (izquierda), representantes oficiales (derecha) de la Unión Europea-Gobierno-Rumanía-Educación-Sectores Industriales

### 2018-2024: Campaña Nacional e Internacional
En junio de 2023, ESAI lideró un evento conjunto en El Salvador denominado “El Primer Foro Aeroespacial y Logístico: El Salvador, Visión 2030”.. En mayo de 2022, ESAI firmó un acuerdo de cooperación con destacados proveedores de servicios aeroespaciales de los Estados Unidos de América. El objetivo de este acuerdo es diseñar y desarrollar una estación espacial Comercial, conocida como "Commercial Low Earth Orbit Destinations Free Flyer" ("Commercial LEO Destinations Free Flyer" o "CLD") llamada Starlab. Esta iniciativa tiene como objetivo satisfacer las necesidades futuras de las agencias espaciales internacionales y los clientes comerciales. Paralelamente, en noviembre de 2021, ESAI lanzó la estrategia “Desarrollo de Clústeres Aeroespaciales” en colaboración con distinguidas universidades locales y el gobierno de El Salvador. Esta estrategia describe enfoques clave para promover el marco STEAM tanto a nivel nacional como internacional. El acuerdo incluye capacitación teórica y práctica, conferencias sobre tecnología espacial, aeronáutica y áreas relacionadas, todo orientado a explorar el potencial, viabilidad y asocios públicos privados dentro de la industria y la academia. Esta iniciativa busca establecer un Plan Maestro integrado de Inversión y Cooperación, lo cual es una parte crucial del cual involucra inversiones significativas en la región oriental del país. Este esfuerzo de colaboración entre la academia y la industria tiene como objetivo establecer el Primer Clúster/Hubs Aeroespacial Nacional y recibir apoyo de entidades internacionales, gobiernos, sectores privados, academia y la sociedad civil en general. Este ambicioso esfuerzo representa un logro significativo de ESAI en la promoción de la Educación y el Desarrollo sin fronteras. ESAI está abierta a una estrecha colaboración con el Gobierno Central de El Salvador para coordinar una Agenda Aeroespacial Nacional. El acuerdo del plan maestro ejemplifica un concepto cooperativo en el que todas las partes interesadas (ESAI, Gobiernos centrales, locales y extranjeros, el sector privado y la sociedad) determinan colectivamente políticas de esta industria y sus áreas relacionadas.
Desde marzo de 2021, cuando ESAI fue oficialmente reconocido, ha cooperado de manera constante en la elaboración y planificación de estrategias que se alinean con los objetivos del Gobierno Central. La estrategia de ESAI tiene como objetivo consolidar un plan que fomente el desarrollo de Programas, Proyectos y Actividades Aeroespaciales (APPA por sus siglas en inglés) surgidos desde una nación emergente en América Central. Esto es posible gracias a la visión a largo plazo de ESAI y su colaboración con miembros selectos, grupos de naciones a nivel mundial y otros dispuestos a patrocinar a ESAI en la ejecución de diversas iniciativas APPA. Este reconocimiento destacado mejora el perfil de ESAI no solo en El Salvador, sino en todo el mundo. ESAI se erige como la primera organización entre los países del Triángulo Norte (Honduras, Guatemala y El Salvador) en América Central en recibir menciones honoríficas y ser reconocida como la nación líder activamente involucrada en actividades aeroespaciales en la región de América Central. El progreso de ESAI es único y establece un precedente notable, reflejando claramente su compromiso con la generación de conocimiento a través de la I+D+I, con un enfoque en el crecimiento económico y los esfuerzos por mejorar el bienestar de la nación priorizando la utilización de la tecnología.
El momento más significativo de ESAI ocurrió en diciembre de 2020 cuando el Instituto sostuvo una reunión oficial con autoridades del Gobierno Central de El Salvador. Durante esta reunión, ESAI destacó sus esfuerzos y reconocimiento a nivel mundial, que posteriormente fueron reconocidos por el Gobierno Central de El Salvador. La reunión inicial se llevó a cabo en Casa Presidencial, San Salvador, El Salvador, y contó con la presencia de destacados representantes de Casa Presidencial y diversas autoridades gubernamentales, incluyendo el Ministerio de Educación, Ciencia y Tecnología (MINEDUCYT), la Agencia de Promoción de Inversiones (PROESA), el Ministerio de Relaciones Exteriores de El Salvador (RREE), entre otros.
La estrategia de ESAI inició en 2019 con esfuerzos para aprovechar su amplia experiencia, principalmente para fomentar actividades globales en los campos Aeroespacial, Ingeniería General, Puertos, Transporte, Logística y Gestión de la Cadena de Suministros (SCM), entre otros. Algunos de los representantes de ESAI han colaborado con importantes organizaciones, incluyendo la Organización de los Estados Americanos (OEA) con sede en Washington D. C. La colaboración también incluye el diseño de una constelación de satélites para sistemas internacionales de pago en el Centro de las Naciones Unidas para la Facilitación del Comercio Electrónico y los Negocios Electrónicos (UN/CEFACT). El instituto colabora con Empresas de Gestión de Activos, Tanques de Pensamiento Nacionales e Internacionales de Investigación, la Industria Automotriz, Sistemas Educativos Asiáticos y diversas colaboraciones facilitadas por gobiernos extranjeros en todo el mundo.
En 2018, ESAI inició un proceso de reingeniería dentro de su Estructura Organizativa para orientar de manera más efectiva la Investigación, Desarrollo e Innovación (I+D+I) Aeroespacial. Este esfuerzo condujo al establecimiento oficial de ESAI según lo especificado en sus Estatutos. El logro resultó en la consolidación de metas, objetivos y pilares fundamentales bajo el gobierno de la organización. Este éxito se basó en la experiencia acumulada por el Instituto a lo largo de su historia. ESAI a través de la Presidencia & Dirección Ejecutiva, lidera el Instituto en todos los aspectos de Planificación, Inversión, Estrategias, así como proyectos, programas y actividades (I+D+I).

## 2025-2040: Descripción General del Plan Maestro

### El Concepto de Clusters y Acreditación

Dr. Luis Alfaro al centro por el lado izquierdo, reunión oficial con el Gobierno de El Salvador, Academia y Sectores Industriales, 7 de diciembre de 2020

Actualmente, ESAI está implementando la iniciativa de educación y formación más grande del país, destinada a servir a la región. El reconocimiento nacional e internacional se ha logrado a través de importantes acreditaciones, que ESAI cree no son solo formalidades sino también herramientas para mejorar la participación activa y el compromiso de individuos, empresas, gobiernos, socios nacionales e internacionales y estudiantes. ESAI cree que la acreditación respalda el futuro profesional de los estudiantes, fortalece la competitividad de los empleadores y beneficia a la comunidad en general, formando la base de la confianza. La acreditación contribuye a la educación, la tecnología, las inversiones en I+D+I y más, todo ello encaminado a formar una fuerza laboral altamente calificada y obtener reconocimiento mundial.

### Asociación con Universidades Locales y Objetivos de Desarrollo Sostenible
En noviembre de 2021, ESAI se asoció con universidades locales en El Salvador para apoyar a estudiantes y profesionales a través de un enfoque mutuamente beneficioso. El papel de ESAI en la industria aeroespacial, las instalaciones y el progreso del desarrollo son fundamentales para lograrlo. Esto posiciona a ESAI como la Primera Institución Nacional en establecer la presencia e influencia del Programa Aeroespacial.
ESAI, como miembro permanente de la Oficina de las Naciones Unidas para Asuntos del Espacio Ultraterrestre (UNOOSA), apoya la Agenda 2030 para el Desarrollo Sostenible. Adoptada por todos los Estados miembros de las Naciones Unidas en 2015, esta agenda sirve como un modelo compartido para la paz y prosperidad globales. Las Naciones Unidas promueven 17 Objetivos de Desarrollo Sostenible (ODS), llamando a la acción colaborativa de todos los países para abordar la pobreza, educación, tecnología, derechos humanos y desafíos ambientales.

### Centro de Innovación
CATERO es un centro especializado que ofrece altos niveles de educación, formación y recursos tecnológicos en campos específicos de la industria Aeroespacial. El centro está diseñado para brindar oportunidades de aprendizaje avanzado y especializado, que a menudo superan los programas educativos tradicionales. El sistema generalmente se enfoca en equipar a las personas con habilidades, conocimientos y experiencia práctica avanzadas relacionados con dominios particulares de las demandas actuales y futuras de la industria aeroespacial. El centro puede abarcar varios formatos, incluidos campus físicos, plataformas virtuales o una combinación (modelo híbrido) de ambos. Esta iniciativa a menudo colabora con expertos de la industria, empresas y organizaciones de investigación de todo el mundo para garantizar que su plan de estudios se mantenga actualizado y alineado con los últimos desarrollos en el campo de la industria aeroespacial, ingeniería general, puertos, transporte, logística y gestión de la cadena de suministro (SCM), entre otras actividades STEAM.
En esencia, CATERO sirve como un centro tecnológico para personas que buscan adquirir habilidades y experiencia avanzadas, ya sea mejorando su carrera, desarrollarse profesionalmente o buscar investigaciones innovadoras y avances tecnológicos.

### El Marco Legal
ESAI inició una oficina integrada por profesionales salvadoreños y extranjeros, muchos de los cuales se graduaron en el extranjero, para apoyar diversas actividades que hoy en día benefician a los sectores público y privado.

### Presentación en el Congreso Nacional de El Salvador
La visión de ESAI concibió el proyecto de ley para la creación de un Marco Legal. Este proyecto de borrador fue sometido a revisión por parte del Gobierno Central de El Salvador. El proyecto de ley está destinado a ser presentado al Congreso y tiene como objetivo promover la inversión privada, facilitando el establecimiento de empresas aeroespaciales multinacionales en el país.

### Presentación ante la Asamblea Legislativa/Senado de El Salvador
Dentro del plan maestro, ESAI en El Salvador lidera esfuerzos para coordinar un marco legal que establezca regulaciones para la industria Aeroespacial, programas académicos, viabilidad de competencia en el mercado y otros parámetros alineados con los estándares nacionales e internacionales. El objetivo es superar las limitaciones operativas y mostrar el compromiso de El Salvador de participar activamente en la Industria Aeroespacial. ESAI se esfuerza por innovar la tecnología de manera fluida, coordinando los sofisticados requisitos aeroespaciales y asegurando una comunicación adecuada con los Miembros del Parlamento de El Salvador.
ESAI está igualmente dedicado a consolidar una legislación para su aprobación por la Asamblea Legislativa de El Salvador y el presidente de la Comisión de Ciencia y Tecnología. Esto implica organizar foros para abordar inquietudes y desacuerdos. Generalmente, la aprobación de ESAI y coordinación con la Academia de Ingeniería (Engineering Academy) contribuyen a la creación de nuevas leyes para el Congreso salvadoreño.

## Otras actividades
ESAI se encuentra en las primeras etapas de identificación, definición de necesidades y objetivos adicionales. Actualmente, organiza foros nacionales & regionales para desarrollar objetivos y estrategias claras en el sector de la industria aeroespacial. ESAI también está trabajando en dos nanosatélites, vehículos aéreos no tripulados (UAV), Cluster Salvadoreño de Iniciativas en Cohetes Sondas y futuros servicios de transporte como objetivos innovadores de sostenibilidad.